# Georgi Karamanliew
Georgi Dimitrow Karamanliew (bg. Георги Димитров Караманлиев; ur. 6 października 1961 w Topołowgradzie) – bułgarski zapaśnik walczący w stylu klasycznym. Olimpijczyk z Seulu 1988, gdzie zajął piętnaste miejsce w wadze lekkiej.
Uczestnik turniejów juniorskich.

## Letnie Igrzyska Olimpijskie 1988
| Konkurencja            | Eliminacje            | Eliminacje    | Eliminacje           | Eliminacje             | Klas. końcowa |
| Konkurencja            | Przeciwnik I          | Przeciwnik II | Przeciwnik III       | Przeciwnik IV          | Miejsce       |
| ---------------------- | --------------------- | ------------- | -------------------- | ---------------------- | ------------- |
| 68 kg w styl klasyczny | Kiptoo Salbei (KEN) Z | bez walki W   | Attila Repka (HUN) P | Jerzy Kopański (POL) P | 15.           |